# 和田明日香のア・レシピ
『和田明日香のア・レシピ』（わだあすかのア・レシピ）は、RKB毎日放送制作で2021年10月30日から2023年12月23日まで放送された料理番組及び和田明日香の初冠番組である。

## 出演者
- 和田明日香（料理研究家）、土居祥平（土居上野）

## ネット局
| 放送対象地域 | 放送局             | 系列          | 放送時間           | ネット状況 | 備考 |
| ------------ | ------------------ | ------------- | ------------------ | ---------- | ---- |
| 福岡県       | RKB毎日放送（RKB） | TBSテレビ系列 | 土曜 17:00 - 17:30 | 制作局     |      |
| 大分県       | 大分放送（OBS）    | TBSテレビ系列 | 火曜 10:50 - 11:20 | 遅れネット |      |